# Данів Зеновій Дмитрович
Зеновій Данів — учасник руху відродження, сприяв організації Руху осередку села товариства "Українська мова ім.. Т. Г. Шевченка та «Рідна школа». Разом з односельцями організував встановлення пам'ятних знаків на місці загиблих воїнів УПА та пам'ятника загиблим односельчанам — фігура Матері Божої в центрі села. Зеновій Дмитрович Данів народився 9 червня 1937 року в селі Крушельниця Сколівського району. В 1951 році закінчив семирічну школу в с. Крушельниця, в 1954 році — десятирічку в с. Синевицько-Вижнє. Після закінчення школи завідував клубом в своєму селі.
У 1955—1957 рр. закінчив технічне училище № 4 в місті Бориславі і працював помічником бурильника Балаклеївської контори буріння на Харківщині. У 1957—1962 рр. після служби в радянській армії закінчив Стрийський технікум механізації сільського господарства, а згодом заочно — Львівський інститут механізації с/г за спеціальністю інженер-механік.
У 1962—1975 рр. працював у радгоспі «Сколівський», у 1975—1995 рр. інженер-технолог, паотім начальник технологічного бюро Корчинського філіалу ЛВО «Іскра».
Зеновій Данів — учасник руху відродження, сприяв організації Руху осередку села товариства "Українська мова ім.. Т. Г. Шевченка та «Рідна школа». Разом з односельцями організував встановлення пам'ятних знаків на місці загиблих воїнів УПА та пам'ятника загиблим односельчанам — фігура Матері Божої в центрі села.
При написанні книг прагнув, щоб історія його села стала частиною історії України.
Зеновій Данів. Історія села Крушельниця. Львів, 1994.
В книзі на історичних фактах описана історія села з часів його заснування 1395 року до наших днів. Матеріали взяті з пам'яті людей, архівів, світлин, збережених документів.
Село пережило навалу татарських орд і нападу угрів (мадярів), віковічного панування Польщі, Австро-Угорщини. Часи боротьби з польськими, німецькими і московськими окупантами потребували дослідження і вивчення.
Книга містить такі розділи: вступ, давноминулий нарис історії села, з досвідку тьми, доба відродження, нова окупація і боротьба, населення і господарсько-виробничі відносини села.
Автор намагався висвітлити матеріали так, щоб кожен знав, як жили наші предки, батьки, діди та їхні долі. Знати і цінити велику жертовність односельчан, більшість з яких загинули в рядах самооборони УПА, в тюрмах і на виселенні у Сибіру.
В книзі вміщені додатки: списки арештованих, закатованих і зниклих безвісти 1940—1952 рр., воїнів УПА, арештованих і засуджених за боротьбу з окупантами в 1940—1952 рр., що загинули як жертви сталінсько-більшовицької і німецької окупації 1943—1949 рр. вивезених односельчан в німеччину 1942—1943 рр. Книга містить 16 листів світлин.
Данів З. Д. Крушельниця — село над рікою Стрий. — Львів: Сполом, 2009. — 280с.
У книзі описано минуле і сучасне життя Крушельниці — одного з найдавніших сіл Сколівщини.
Опис цієї маленької частини Бойківського краю ведеться у відповідності з періодами історії України — від найдавніших часів до сьогодення. Книга дає уявлення про долю мешканців села і українського народу в цілому.
В книзі використано архівні джерела, спогади очевидців і учасників національного спротиву, матеріали попередньо надрукованих нарисів «Історія села Крушельниця» (1994—1999 рр.) та «У пітьмі досвідку» — Львів, 2006. видання доповнене новими історичними фактами, ілюстраціями, документами.
В книзі на дев'яти сторінках є передмова та вступне слово. 15 розділів висвітлюють географічно-фізичний опис села Крушельниця в давноминулі часи та в часі Галицько-Волинської Держави XII—XVI століть, під Австро-Угорською імперією (1772—1919) під панською Польщою 1919—1939, доба Відродження (1899—1939), окупація краю та боротьба ОУН-УПА, біографічні дані, додатки, патріотичні пісні, список жертводавців на пам'ятник загиблим крушельничанам в 1939—1952 рр.
Зеновій Данів. «Крушельницькі діалектизми».
В книзі вміщено словник бойківських діалектизмів. Читачеві пропонується рідкісна збірка бойківських висловів, приповідок, прислів'їв, тлумачення топонімів, прізвищ та псевдонімів, які впродовж кількох років ретельно зібрані та записані у гірському селі Крушельниця.
Журі XV конкурсу ім. Мирона Утреска в місті Турці під головуванням Віри Бойчук вручили Даніву диплом I ступеня за його змістовні праці.
Наш краянин кандидат історичних наук В. Комарницький сказав «… У дослідницькому доробку Зеновія Дмитровича це вже не перша праця». Автор давно успішно трудиться на царині краєзнавства, повертає бойкам забуті імена їх славних синів і дочок, робить все для того, щоб не канули в Лету віковічні звичаї і традиції, витворені нашими мудрими пращурами.

## Список використаної літератури
- Багрянець В. коля і як виникла назва «Україна», українець. — Вид. МПП «Гражда». — Ужгород, 2002.
- Бугрій І. Коростів — село серед гір. — Вид. Оскарт, Львів, 2005.
- Демян Г. Таланти Бойківщини. — Львів, «Каменяр», 1991. — 325с.
- Дейнека А., Бандера В., Крамарець В. Рідкісні види рослин і тварин. — Вид. «Сполом», Львів, 2007.
- Данів З. У пітьмі досвідку. — Львів 2006.
- Данів З. Історія села Крушельниця. — Вид. «Літопис», Львів, 1999.
- Книжка рахункова скарбова церкви св.о. Миколая села Крушельниця, 1868—1875 рр.